# 文車妖妃

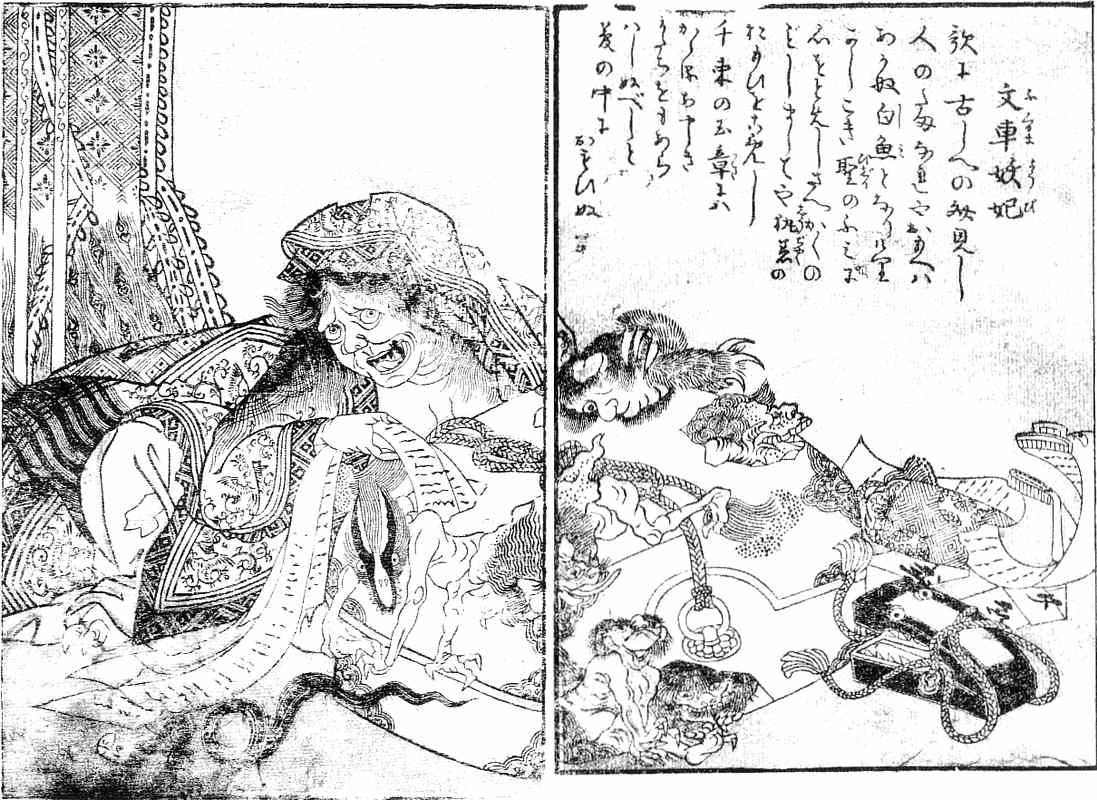
鳥山石燕『百器徒然袋』より「文車妖妃」

文車妖妃（ふぐるまようひ、ふぐるまようび）は、鳥山石燕の妖怪画集『百器徒然袋』にある日本の妖怪。

## 概要
石燕は巻紙を手に持っている女性の妖怪を描いている。文車（ふぐるま）とは、内裏や寺院、公家の邸宅などで使用されていた書物を運ぶために使われていた車で、失火などの非常時に備えるもの。石燕は「執着の思ひをこめし千束の玉章（たまづさ）にはかかるあやしきかたちをもあらはしぬべしと夢の中に思ひぬ」と記しており、古い恋文が変化した・恋文につもった執念がなったものであると解釈されている。石燕は『百器徒然袋』の妖怪に付けている詞書きに『徒然草』の文章を多く引いており、『徒然草』第72段の「多くて見苦しからぬは、文車の文、塵塚の塵」という一文があり、この「文車の文」から文車妖妃、「塵塚の塵」から塵塚怪王が創作されたと考えられている。
作者不詳の『妖怪絵巻』（東洋大学附属図書館 所蔵）には石燕からの摸写と考えられる作例として文章怪（ぶんしょうのかい）という名で絵が描かれている。

## 昭和・平成以降の解説
昭和・平成以降の妖怪に関する書籍などでは、古い恋文にこもった怨念や情念などが変化した妖怪であるという解釈から解説がなされている。 また、文車妖鬼（ふぐるまようき）という表記も見られ、混同から文車妖妃をさして「ふぐるまようき」と読ませて紹介をしている例も見られる。

## 恋文の執念に関する説話
鳥山石燕が文車妖妃を発想した上での直接の関連は明確では無いが、以下の例などが説話などに見られる。これらは一部の例であるが、いずれにしろ文車妖妃という妖怪が存在するという記述や情報は登場していないため、このことからも文車妖妃は鳥山石燕が『百鬼夜行絵巻』をモチーフとして『徒然草』から用語を付け足しつつ創作した妖怪である事がわかる。
新潟県燕市の国上寺に伝わる酒呑童子の登場する縁起物語では、稚児として寺に入っていた頃、寄せられたまましまい込んでいた数多くの女たちからの恋文を焼き捨てたら煙が彼をつつみこみ、その姿を人間から鬼にしてしまったとされる。
江戸時代の怪談集『諸国百物語』（巻之三）の「艶書のしうしん鬼となりし事」には、寺の稚児が寄せられた多くの恋文を捨てていたところ、恋文に込められた執念が鬼と化して人を襲っていたという話が載せられている。